# Kirche Hl. Prophet Elias (Ilinci)

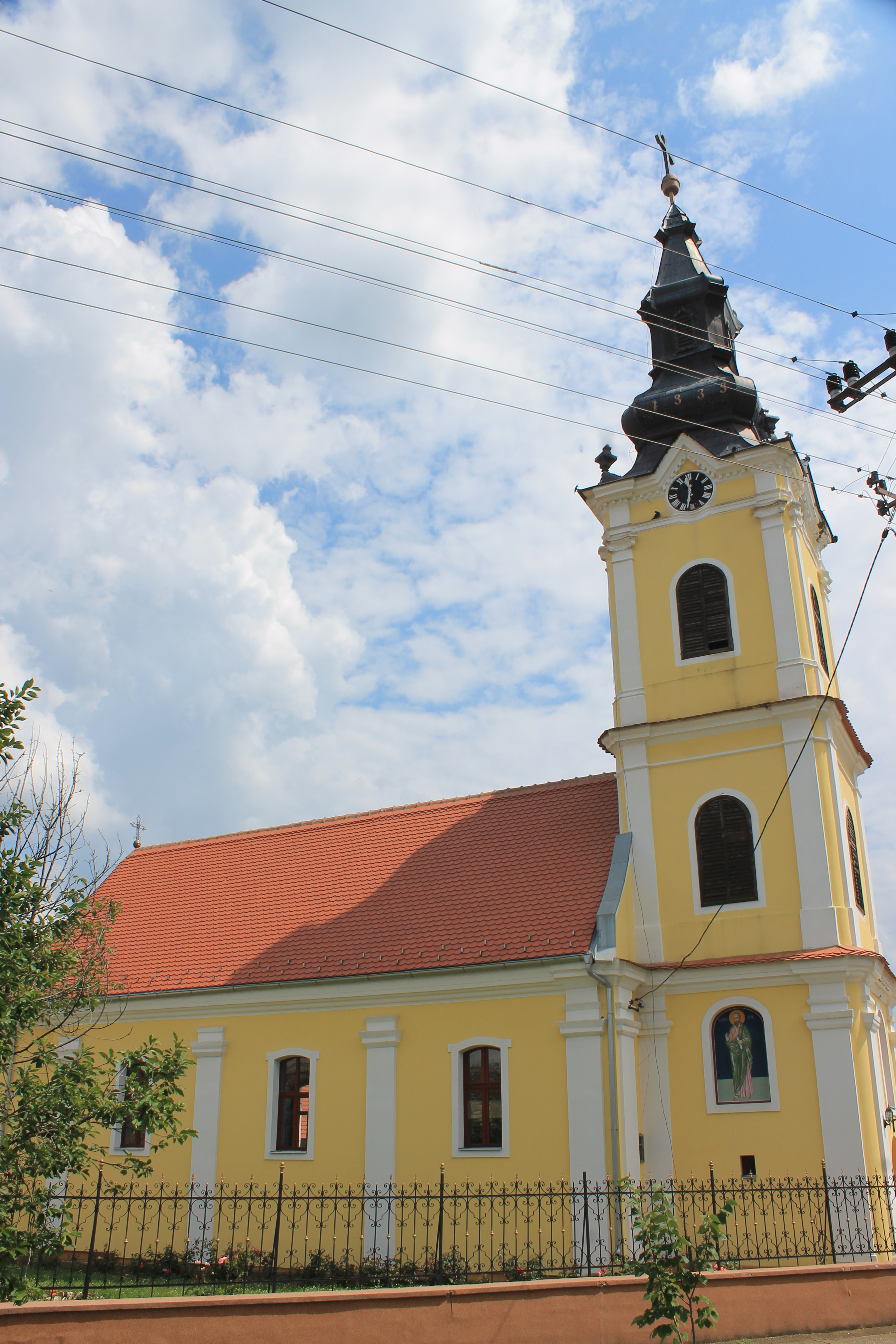
Die Kirche Elias in Ilinci

Die Kirche Hl. Prophet Elias (serbisch: Црква Светог Пророка Илије, Crkva Svetog Proroka Ilije) im Dorf Ilinci, in der Opština Šid, ist eine serbisch-orthodoxe Kirche in der nordserbischen autonomen Provinz Vojvodina.
Das 1727 erbaute Kirchengebäude ist dem Hl. Propheten Elias geweiht. Die Pfarrkirche ist Sitz der Pfarrei und Kirchengemeinde Ilinci, im Dekanat Šid, der Eparchie Srem, der Serbisch-Orthodoxen Kirche.

## Lage
Ilinci liegt in der Landschaft des Srem. Das Dorf liegt im südwestlichen Teil der Opština, 10 km von Šid entfernt und grenzt auf drei Seiten an Kroatien. Die Kirche Hl. Elias steht im Dorfzentrum an der Straße Vojvođanska ulica. Die genaue Adresse der Kirche lautet Vojvođanska ulica Nr. 14.
In der Nähe der Kirche stehen ein orthodoxes Wegekreuz, die Dorfgrundschule Sveti Sava, das Denkmal für die im Zweiten Weltkrieg gefallenen jugoslawischen Partisanen, die Dorf-Post, das Kulturzentrum, die Dorfambulanz, das Haus der lokalen Dorfgemeinschaft und der Fußballplatz des örtlichen Fußballvereins FK Borac Ilinci.
Im umzäunten und ummauerten Kirchhof mit einem Eingangstor an der Westseite, stehen neben der Kirche, ein Kirchbrunnen, ein Ständer zum Kerzenentzünden und das Pfarrhaus. Auch das große Kirchenhaus befindet sich hinter der Kirche.

## Geschichte

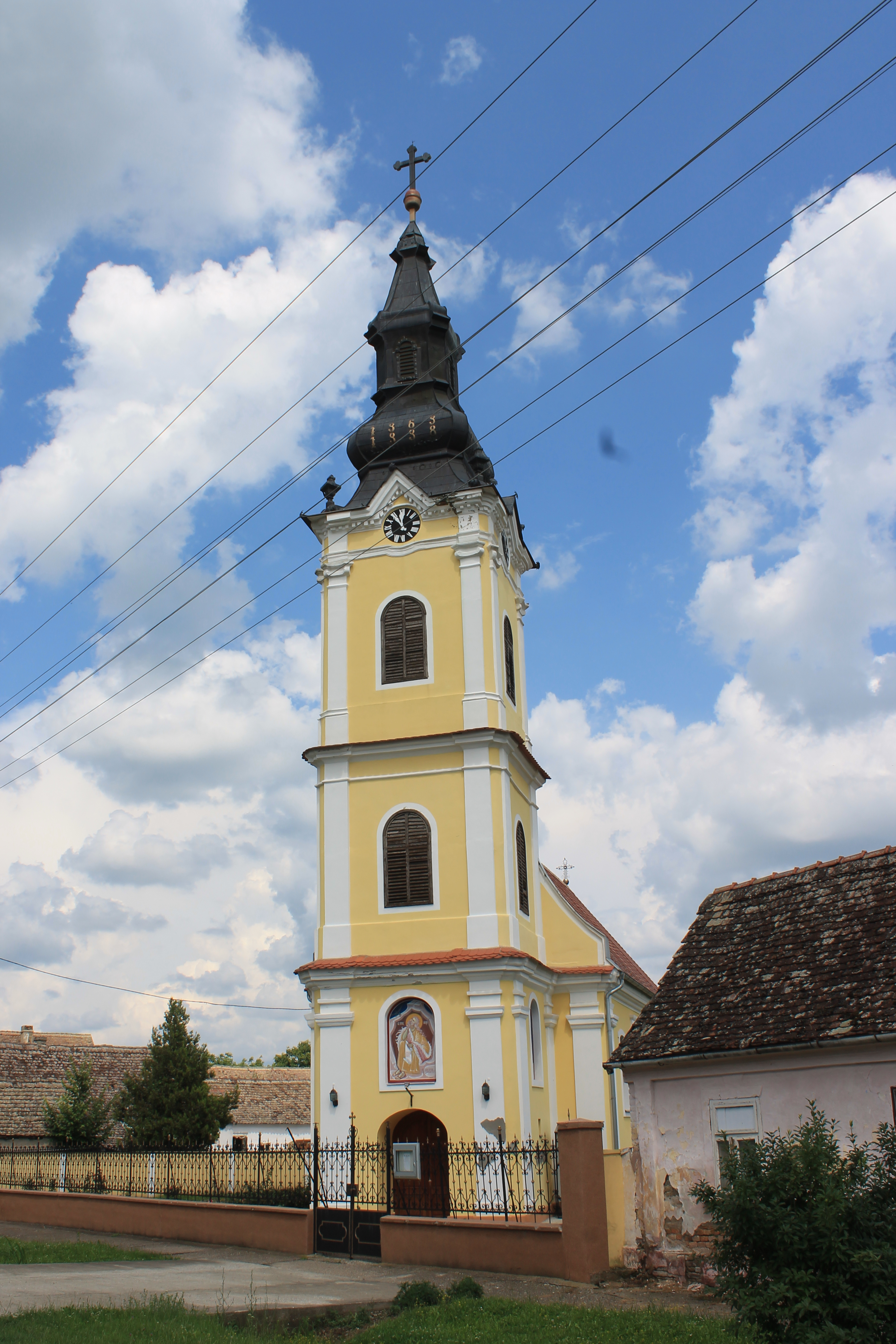
Westansicht der Kirche

Das Dorf Ilinci wurde erstmals im 18. Jahrhundert erwähnt und nach dem Hl. Elias, dem Schutzpatron des Dorfes, benannt. Die Kirche Hl. Elias wurde 1727 erbaut. Der neue Kirchturm wurde 1806 mit Kirchenuhren errichtet, die in Zemun von der Firma Pantelić hergestellt wurden. Die hohe Ikonostase aus der Anfangszeit der Kirche wurde 1877 restauriert. Die Kirche wurde daraufhin mehrmals umgebaut und renoviert. Die wichtigsten Baumaßnahmen fanden in den Jahren 1888, 1921, 1939 und 1965 statt. 1891 veröffentlichte der damalige Pfarrpriester Nikola Kovačević ein selbstgeschriebenes, wertvolles Buch. 2015 wurde eine Neuauflage des Buches gedruckt. 
Die Kirche befand sich am Anfang des 21. Jahrhunderts in einem baulich schlechten Zustand. Unter dem Einfluss von Feuchtigkeit und Materialzersetzung begann das Kirchengebäude zu verfallen und drohte vollständig einzustürzen. Aus diesem Grund wurde im Jahr 2008 beschlossen, mit der Renovierung der Kirche zu beginnen.
Dank der Rückgabe des konfiszierten Kirchenlandes konnte die Pfarrei die Restaurierungsarbeiten selber finanzieren. Von den Mieteinnahmen des verpachteten Landes, wurden folgende Renovierungsarbeiten am Kirchengebäude durchgeführt: die Feuchtigkeitsbeseitigung, das Verputzen und neu Einstreichen der Fassaden der Kirche, die Turmrestaurierung, die Bemalung der Kirche mit neuen Fresken, die Restaurierung der Ikonostase, die Rekonstruktion des Daches, das Verlegen neuer Ziegel sowie die Anschaffung neuer Tische, Chöre, Throne und des Grabes Christi. 
Besonders hervorzuheben sind einige Fresken im Kircheninneren. Die Kirche ist zurzeit das einzige Kirchengebäude, in dem die Märtyrer der Fruška Gora (Hl. Claudius, Hl. Simplicius, Hl. Nicostratus, Hl. Kastoria und Hl. Simpronius), die einen Teil der Märtyrergemeinde von Sirmium stellen, gemalt worden sind, und die zweite Kirche in Serbien, in der, der neue Heilige, der ehrwürdige Starez Porphyrius Kavsokalyvites, gemalt ist.
Am 19. April 2015 wurde die Kirche vom Bischof der Eparchie Srem, Vasilije, mit einer kleinen Kirchweihe feierlich neu eingeweiht. Mit dieser Weihe wurde die seit 2008 andauernde Renovierung der Kirche offiziell abgeschlossen.
Am 2. Mai 2017 fand im Dorf die feierliche Einweihung des Grundsteins und der Fundamente des neuen großen Kirchenhauses, das einen Kirchensaal, eine Küche, einen Empfangsraum mit Bibliothek sowie das Pfarrbüro mit Archiv enthält, statt. Am 21. November 2018 wurde das neue Kirchenhaus vom Bischof Vasilije eingeweiht. Am 17. Oktober 2019 hielt Bischof Vasilije mit einer Vielzahl an Geistlichen des Dekanats Šid und der Eparchie Srem in der Kirche die Hl. hierarchische Liturgie ab.

## Architektur

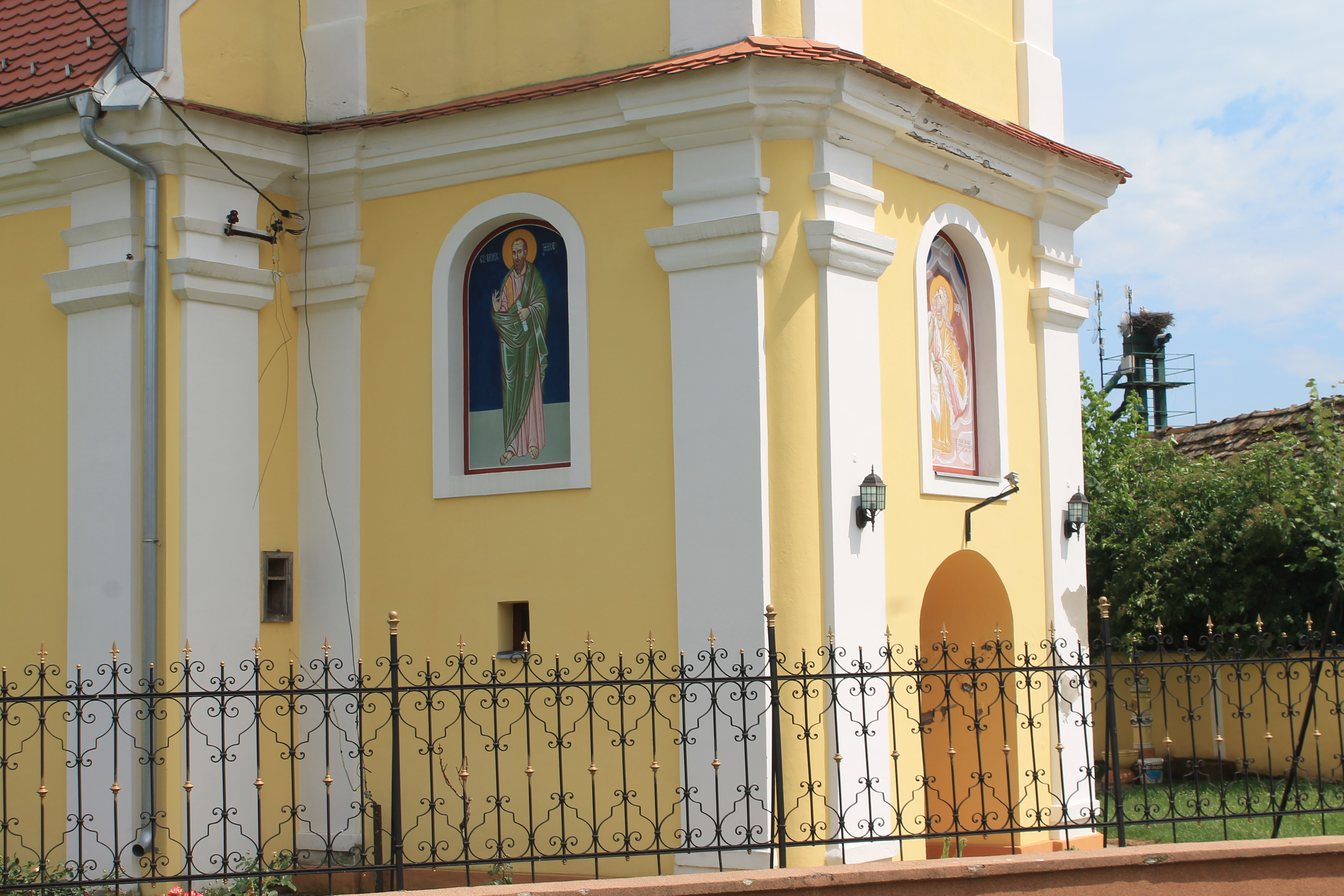
Eingang und Nischen mit Fresken

Das einschiffige Kirchengebäude mit einem rechteckigen Grundriss ist in seiner Grundkonzeption, im Stil des Barock erbaut worden, mit einer erweiternden halbrunden Altar-Apsis im Osten und einem Narthex mitsamt einem an die Westfassade nachträglich angebauten hohen Kirchturm, den eine mehrgeschossige Zwiebelturmkappe krönt, im Westen.
Die Fassaden sind einfach gegliedert: horizontal durch einen niedrigen Sockel und ein profiliertes Dachgesims, vertikal durch eine Pilasterreihe mit einfachen Kapitellen. Der Haupteingang der Kirche befindet sich an der Westfassade; auch gibt es einen Nebeneingang an der Nordseite der Kirche. An der Westseite der Westfassade des Kirchturms befindet sich, in einer Nische über der Eingangstür, eine Patronats-Freske des Hl. Elias. Ebenfalls in Nischen gelegen sind an der Nord- und Südseite des Kirchturms zwei weitere Heilige dargestellt.
Die Kirche besitzt zwei Kirchenkreuze, eines auf der Spitze des Kirchturmes und das andere am Ostende des Naos. Im oberen Geschoss des Kirchturms befindet sich zu jeder Seite des Kirchturms eine Uhr mit Mechanismus.
Das Kircheninnere wird von der hohen, prächtigen, hölzernen, reich verzierten, mehrstöckigen und mehrtürigen Ikonostase mitsamt Ikonen im Stile des Barock und Klassizismus dominiert. Im Kircheninnenraum befinden sich zudem der Gottesmutter- und Bischofsthron, Kronleuchter, in teilweise Blau gefärbtes und verziertes Chorgestühl, Wandikonen, das Grab Christi und dekorierte Chorständer. Die Kirche verfügt über einen großen Chorbalkon im westlichen Kirchenschiff. Die Kirchenwände sind mit, marmorimitierenden Verkleidungen, vielen floralen Ornamenten und Wandmalereien von Heiligen im byzantinischen Stil geschmückt.